# EZBid
EZBid（イージービッド）は、株式会社アジアンブリッジインターナショナルが提供する企業間取引（B2B : Business to Business）インターネットオークション配信プログラムの提供サービス。
通称は「イージービッド」「イージー」「イージービー」等の略称としてユーザー間を中心に呼称されている。
2025年4月現在、古物取引を中心に行う全国最大のB to Bオンラインオークションプラットフォームである。
尚、「EZBid」は、株式会社アジアンブリッジインターナショナルの登録商標である。

## 概要
B to BによるオンラインオークションシステムEZBid（イージービッド）の特徴としては、配信システムを借り受けた別々の事業者によるオンラインオークション会場運営の為、商品の方向性と競り方、ルールが会場により異なるのが特徴。古物商を対象としている。
参加方法は、従来の競り市の様に会場での直接参加に加え、スマートフォンやパソコンからの参加が可能。
2021年4月、株式会社アジアンブリッジインターナショナルと、市場主参画された複数の企業により「EZBidオンラインオークション」が事業として開始された。
2021年7月12日、一般社団法人レトロカルチャー（愛知県岡崎市）が、レトロカルチャー岡崎会場として新設。同年11月28日より、株式会社Grand Trading（千葉県八千代市）が、グラトレ八千代会場として新設される。
2022年4月28日、「EZBid」が商標登録第6550932号として特許庁に登録される。
2022年10月6日、「オークション装置及びオークション方法」として、EZBidシステムの特許（特許 2022-044750）が認められる。
2025年7月現在、全国１７都道府県、３０会場で月間４５開催以上と国内最大のB to B オークションを展開している。

## オークション会場（事業所）
- レトロカルチャー岡崎会場（愛知県岡崎市）- 運営：一般社団法人レトロカルチャー
- YRS松本会場（長野県塩尻市）- 運営：YRS
- ABI半田会場（愛知県半田市）- 運営：株式会社アジアンブリッジインターナショナル
- ODV武豊会場（愛知県知多郡）- 運営：オーシャンドライブ
- YC知多会場（愛知県知多郡）- 運営：合同会社YICHEN
- ワンダーランド長岡会場（新潟県長岡市）- 運営：リアルリッチマーケティング株式会社
- グラトレ八千代会場（千葉県八千代市）- 運営：株式会社GrandTrading
- モノプラス松戸会場（千葉県松戸市）- 運営：株式会社MONOPLUS
- リベライズ平塚会場（神奈川県平塚市）- 運営：株式会社リベライズ
- 五右衛門藤沢会場（神奈川県藤沢市）- 運営：五右衛門株式会社
- 黒猫堂大田区会場（東京都大田区）- 運営：黒猫堂
- フレンズ久喜会場（埼玉県久喜市）- 運営：えこふれ株式会社
- FLOWER浜松会場（静岡県浜松市）- 運営：株式会社FLOWER
- 安心第一堂磐田会場（静岡県磐田市）- 運営：Bell-Wood株式会社
- Tryangle三重四日市会場（三重県四日市市）- 運営：Tryangle
- 大雲書庫奈良会場（奈良県生駒市）- 運営：大雲書庫美術館
- モビリティ和歌山会場（和歌山県和歌山市）- 運営：モビリティワールド
- ソウルメイト京都会場（京都府）- 運営：ソウルメイト
- 九州SG佐賀大和会場（佐賀県大和市）- 運営：ハッピース有限会社
- 高島倉庫福岡第一会場（福岡県柳川市）- 運営：高島倉庫
- モトレ高浜会場（愛知県高浜市）- 運営：モトレ株式会社
- きゃり刈谷会場（愛知県刈谷市）- 運営：株式会社キャリアント
- グッドトランザクション小牧会場（愛知県小牧市）- 運営：株式会社グッドトランザクション
- マルジュン福岡東会場（福岡県福岡市）- 運営：株式会社マルジュン
- 福岡大野城アース貿易（福岡県福岡市）- 運営：株式会社アース貿易
- めんこい羽島正木会場（岐阜県羽島市）- 運営：古美術川大
- マース中部会場（岐阜県羽島市）- 運営：合同会社マース
- テラセイス伊勢原会場（神奈川県伊勢原市）- 運営：テラセイス株式会社
- グラント兵庫会場（兵庫県西宮市）- 運営：株式会社グラントドリーム
- サンアール戸田会場（埼玉県戸田市）‐ 運営：株式会社サンアール
- レイワ山梨会場（山梨県甲府市）‐ 運営：アールツーピー株式会社
- ロイヤルまごころ会場（長崎県大村市）‐ 運営：有限会社ロイヤルジャパン
- 臨時開催として、イタリア・サンフランシスコ・ロサンゼルス・台湾・カナダ・オーストラリア等海外より配信

## メディア掲載
- 2022年3月16日　リサイクル通信「ABI、オンライン古物市場システム　実質無料で提供」

出典：https://www.recycle-tsushin.com/news/detail_6898.php
- 2023年8月23日　リサイクル通信「ABI、海外からオンライン古物市場 伊・米・台から雑貨競り」

出典：https://www.recycle-tsushin.com/news/detail_8691.php